# Rıdvan Dilmen
Rıdvan Dilmen, né le 15 août 1962 à Nazilli, est un footballeur du Fenerbahçe SK et entraîneur.
Son surnom est Şeytan Rıdvan (« Ridvan le démon »). Il lui provient de son ancien entraîneur de Muğlaspor, Kemal Dirikan. 
Il commence sa carrière sportive en athlétisme.
En 1979, il passe à Muğlaspor mais en 1980, il est transféré à Boluspor K.
En 1983, il est transféré à Sariyer et en 1987, il joue à Fenerbahçe SK.
Avec Fenerbahçe SK, il devient champion de la ligue turque 1988-89, avec 19 buts.
Ses tirs rapides renforceront son surnom de démon.
Les blessures fréquentes nuiront à sa carrière.
Avec une grosses blessures à la 10e semaine de la saison 1989-90, face à Trabzonspor, Miodrag Ješić lui fait un tacle qui l'éloigna des terrains pendant un an.
Il part en rééducation mais décide de prendre sa retraite le 31 janvier 1996 et devient entraîneur.
En 1997, il est entraîneur adjoint, en la saison 1999-2000, directeur technique de Fenerbahçe SK mais le 1er octobre 1999, pour le match du premier tour de coupe UEFA, son équipe perd contre MTK Budapest et il démissionne.
En 1998-99, il s'occupe de Vanspor et fait monter l'équipe en Ligue 1.
En 2000-2001, Altay Izmir, en 2001-2002 Adanaspor et en 2003 Karşiyaka qui était en Ligue 2A.
Ridvan Dilmen commente des matchs et écrit pour le journal Milliyet.
Il a été sélectionné à 24 reprises en équipe nationale.
Il joue pour la première fois avec la Turquie le 14 février 1982 à l'âge de 21 ans contre l'URSS, et la dernière fois le 28 octobre 1992 contre Saint-Marin, le score était de 1-1 à la 86e minute avant que Dilmen ne fasse une passe décisive qui permit de remporter le match.
Il marque 5 buts avec la Turquie et son dernier but fut contre l'Autriche, le 25 octobre 1989 au stade Ali Sami Yen, dans le groupe éliminatoire de la coupe du monde 1990, match au cours duquel il a inscrit deux buts aux 15e et 53e minutes.